# Hyperolius montanus
Espèce
Synonymes
- Rappia montana Angel, 1924

Statut de conservation UICN

 LC  : Préoccupation mineure
Hyperolius montanus est une espèce d'amphibiens de la famille des Hyperoliidae.

## Répartition
Cette espèce est endémique du Kenya. Elle se rencontre entre 1 800 et 3 100 m d'altitude dans les hauts-plateaux,.

## Publication originale
- Angel, 1924 : Note préliminaire sur deaux batraciens nouveaux, des genres Rappia  et Bufo, provenant dAfrique orientale anglaise (Mission Alluaud et Jeannel, 1911-1912). Bulletin du Museum National d'Histoire Naturelle, Paris, vol. 30, p. 269-270.